# Eberhard Matthes

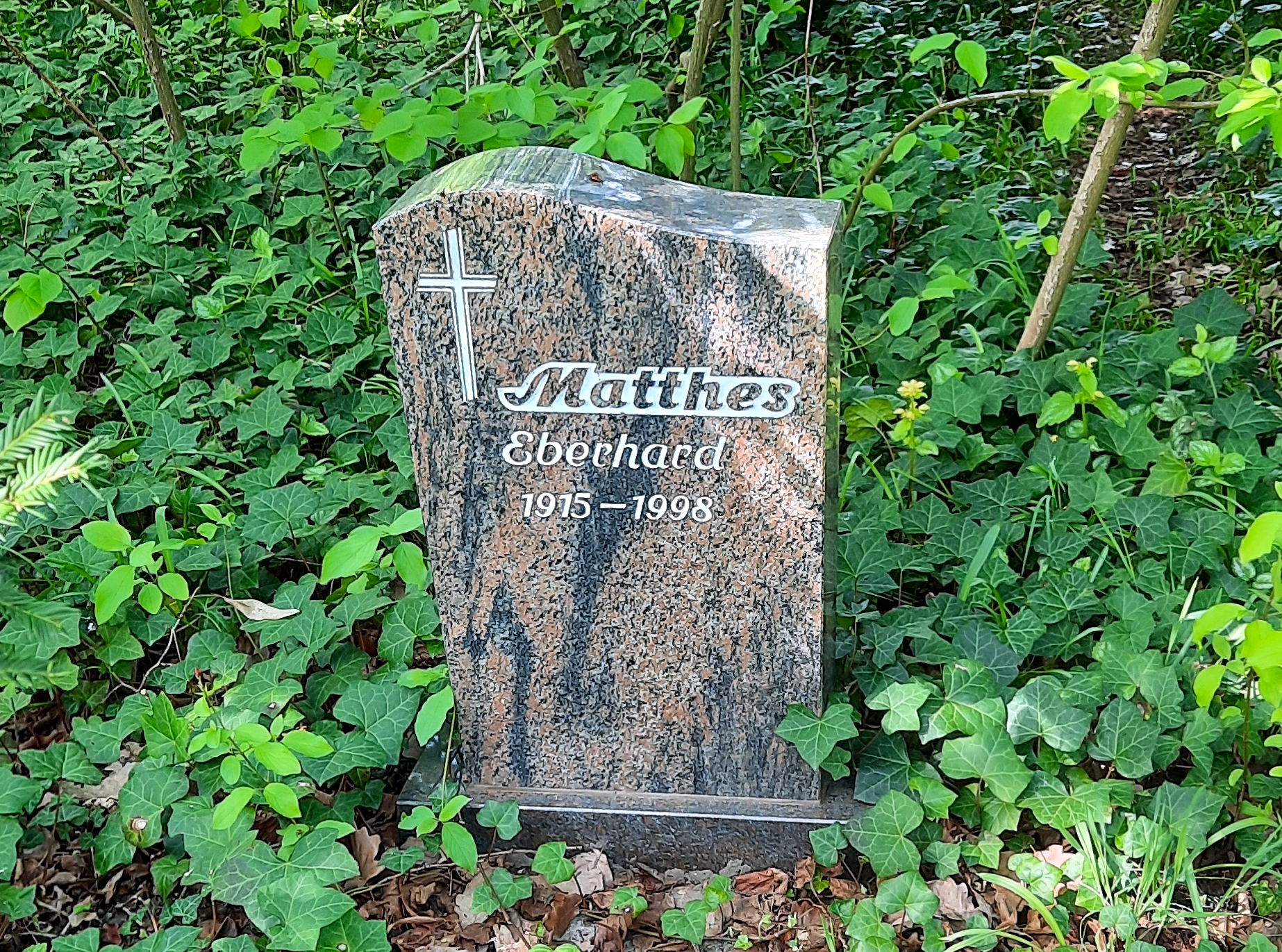
Grabstein von Eberhard Matthes (2024)

Paul Wilhelm Eberhard Matthes (* 7. Januar 1915 in Lipsa; † 16. November 1998) war ein deutscher Lehrer, Heimatforscher und Denkmalpfleger. 1995 wurde er zum Ehrenbürger der südbrandenburgischen Stadt Elsterwerda ernannt.

## Leben

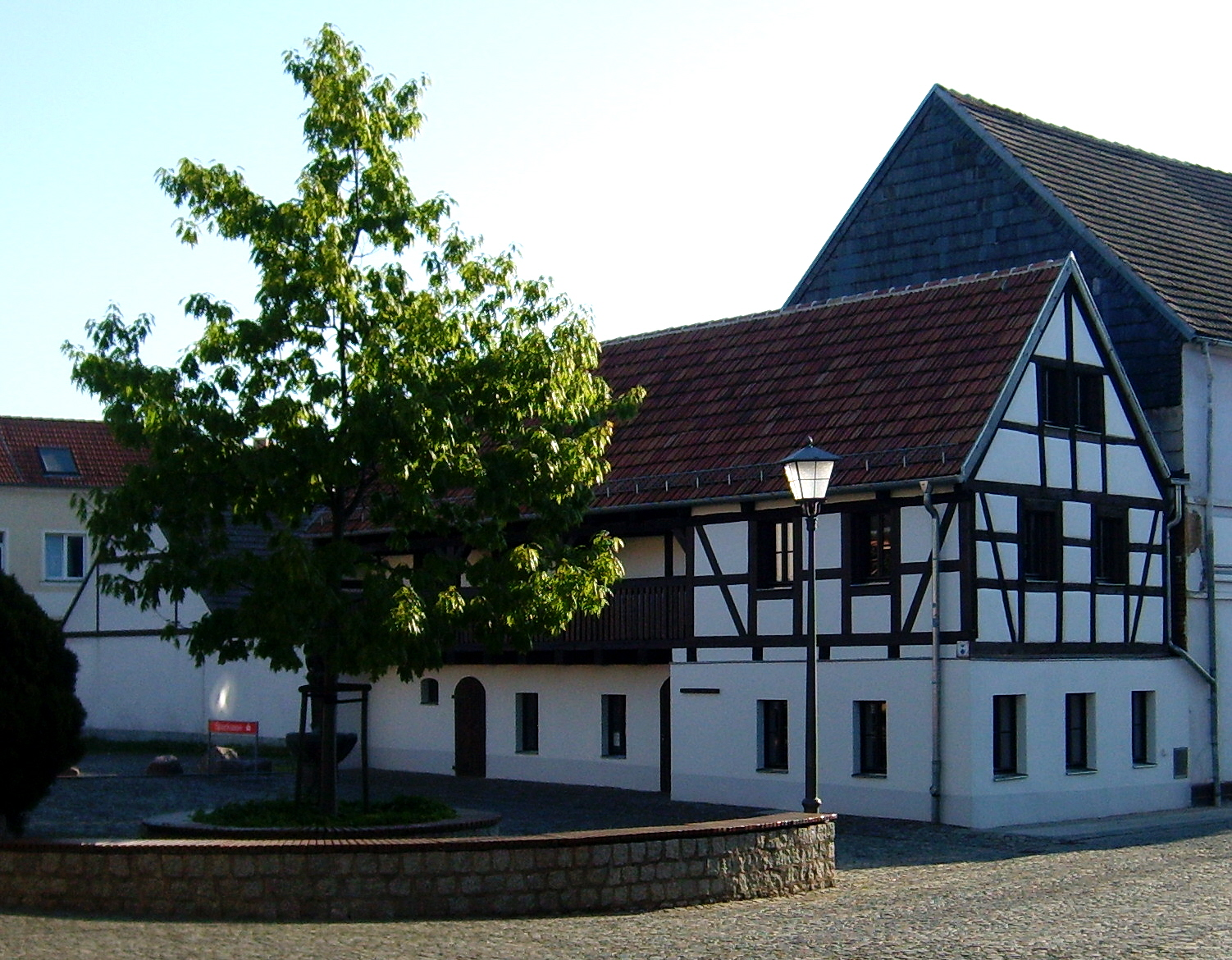
Die Kleine Galerie „Hans Nadler“ mit Eulenspiegelbrunnen in Elsterwerda.

Matthes wurde 1915 als jüngstes von fünf Kindern des Rentmeisters Erich Matthes und seiner Frau Hedwig in Lipsa im heutigen Landkreis Oberspreewald-Lausitz geboren. Ab 1921 besuchte er zunächst die Schule im benachbarten Lindenau und wechselte später auf die Elsterwerdaer Oberrealschule. Am 23. März begann er im sächsischen Löbau seine Ausbildung zum Soldat. Im Verlauf des Zweiten Weltkrieges geriet Matthes am 6. August 1944 in amerikanische Kriegsgefangenschaft und später mit Aufenthalten im Speziallager Sachsenhausen sowie in der Sowjetunion in russischen Gewahrsam, aus dem er Anfang 1949 entlassen wurde. Nach längerer ärztlicher Behandlung machte er in der Heimat zunächst eine Ausbildung zum Berufsberater, der eine Ausbildung zum Lehrer für deutsche Sprache und Literatur in der Zeit vom 1. Januar 1950 bis zum 21. Juli 1954 folgte. In diesem Beruf war er an Schulen in Gröditz und Elsterwerda bis 1966 tätig. 1980 wurde Matthes ehrenamtlicher Leiter der neugeschaffenen Kleinen Galerie „Hans Nadler“ in Elsterwerda, nachdem er als Denkmalpfleger jahrelang um den Erhalt des denkmalgeschützten Fachwerkhauses gekämpft hatte. In dieser Funktion blieb Eberhard Matthes bis 1987 tätig. 1986 wurde er Stadtarchivar und Ortschronist der Stadt.
Auf Grund seiner Verdienste für die Stadt Elsterwerda wurde Matthes im Januar 1995 die Ehrenbürgerschaft verliehen. Sein Grabstein wurde inzwischen im Elsterwerdaer Stadtpark, dem ehemaligen Stadtfriedhof, unweit der Familiengrabstelle Nadler aufgestellt.   

## Schriften
- mit Werner Galle: Elsterwerda in alten Ansichten. 2. Auflage. Europäische Bibliothek, Zaltbommel (Niederlande) 1993, ISBN 90-288-5344-8.
- Die Landwirtschaftliche Winterschule Elsterwerda. In: Heimatkalender für den Kreis Bad Liebenwerda. 1993, S. 150–154.
- 100 Jahre Elfa. In: Heimatkalender für den Kreis Bad Liebenwerda und das Mückenberger Ländchen. 1995, S. 217–220.